# Хоботовский сельсовет
Хоботовский сельсовет — сельское поселение в Первомайском районе Тамбовской области.
Административный центр — село Хоботово.

## Население
| 2010  | 2012  | 2013  | 2014  | 2015  | 2016  | 2017  |
| ----- | ----- | ----- | ----- | ----- | ----- | ----- |
| 2883  | ↘2818 | ↘2802 | ↗2809 | ↘2774 | ↗2786 | ↗2799 |
| 2018  | 2019  | 2020  | 2021  |       |       |       |
| ↘2735 | ↘2617 | ↘2604 | ↗2703 |       |       |       |

## Состав сельского поселения
| № | Населённый пункт      | Тип населённого пункта          | Население |
| - | --------------------- | ------------------------------- | --------- |
| 1 | Восточный             | посёлок                         | 51        |
| 2 | Иванжитово            | деревня                         | 190       |
| 3 | Иловай-Рождественское | село                            | 594       |
| 4 | Софьино               | деревня                         | 8         |
| 5 | Степанищево           | село                            | 196       |
| 6 | Хоботово              | посёлок, административный центр | ↗1844     |